# ریچارد دان
ریچارد دان ((به انگلیسی: Richard Patrick Dunne)، زادهٔ ۲۱ سپتامبر ۱۹۷۹) بازیکن فوتبال اهل کشور ایرلند است.
وی سابقهٔ ۷۶ بازی و ۸ گل ملی را برای تیم ملی ایرلند دارد و پست تخصصی این بازیکن، دفاع است.